# Frank (magazine)
Pour les articles homonymes, voir Frank.
Frank est un magazine canadien à scandale et satirique bi-hebdomadaire publié depuis 1987 à Halifax, Nouvelle-Écosse. Frank est inspiré par, et est souvent comparé au Private Eye britannique. Le magazine est disponible en kiosque à Halifax et dans les communautés des Maritimes.